# 錢琦 (正德進士)
錢琦（1469年—1549年），字公良，晚年自號東畬老人，浙江嘉興府海鹽縣人，軍籍，明朝政治人物。

## 生平
弘治十四年（1501年）辛酉科浙江鄉試第四十五名舉人，正德三年（1508年）中式戊辰科會試第一百七十二名，三甲第一百四十名進士。工部觀政，授盱眙縣知縣。流賊入境，錢琦竭力戰守，邑賴以全。八年（1513年）升南京刑部貴州司主事，十年（1515年）進江西司員外郎，十一年（1516年）進山西司郎中，十五年（1520年）勸諫明武宗南巡，不久稱病告歸。嘉靖二年（1523年）赴京謁選，補南京禮部祠祭司郎中，三年（1524年）出為江西臨江府知府，以新淦縣地廣民悍，請示朝廷分設峽江縣。八年（1529年）調任思南府知府，同年十一月請老歸鄉。在家築樓曰“東白”，吟詠自適。

## 著作
著《臨江集》、《公良詩選》、《雩史測語》行世。

## 家族
曾祖錢裕；祖父錢寔；父錢達（1431年-1496年），字景孚，號朴庵，贈奉政大夫南京刑部郎中。母楊氏（1433年-1483年），贈太宜人。永感下。從兄錢珩，兄錢珍（援例冠帶），從弟錢珮，弟錢璋、錢珙。子錢芹，戊戌進士；錢萱，乙未進士。侄錢薇，錢珍子，壬辰進士。